# 海底宝探し
『海底宝探し』（かいていたからさがし）は、1980年に長野文化機器が開発したアーケードゲーム。キャッチコピーは「財宝か？死か？」

## 概要
タイトーの『スペースインベーダー』（1978年6月リリース）の登場によってインベーダー系ゲームのブームが起き、ブロック崩し系の基板が市場にだぶつく形となっていた。特にナムコの『ジービー』（1978年10月リリース）の基板が市場に大量に存在した。そのため、ジービー基板の再利用を目的として、長野県でナムコのディストリビュータをしていた長野文化機器（通称：文化機器）と言うメーカーが開発した。基板の構成は、ナムコ純正のジービー基板に、文化機器側が制作したサブ基板を取り付けた形となる。
デザイナーは、文化機器の開発子会社で長野県でユニバーサルのディストリビュータをしていたユニバーサル特機（通称：K.K.特機）の吉岡一栄。ビデオゲームのデザイナーとしては同時期に『SOS』のデザインも手掛けたが、その後は遊技機および周辺機器の技術者としての仕事が主である。後に長野ローカルのベンチャー企業であるマイクロパック社の社長や、ユニバーサル（当時の社名はアルゼ）傘下時代のセタ取締役などを歴任した。
長野文化機器は、ビデオゲームのディストリビューターとなる以前は元々は長野県でジュークボックスのリースを主としていた会社で、ユニバーサルがまだ栃木県でジュークボックスのリースを主としていた時代からユニバーサルの岡田和生会長とは同じ業界の仲間のような近い関係にあり、ブロック崩し系ゲームが流行り始めた時期、ユニバーサル名義のビデオゲームをリリースさせるために文化機器の下に開発子会社としてK.K.特機を設立した。K.K.特機は、1977年にリリースされたユニバーサルのビデオゲーム処女作『スクラッチ』の時代から開発に関与してはいるが、ユニバーサルとの資本関係はなく、ユニバーサル本体から見た場合はあくまで社外のディストリビューターという位置づけである。ちなみにK.K.とは「Kabushiki Kaisha」の略。
長野文化機器の版は、長野文化機器の販売子会社であるナガノゲーム名義のものと、K.K特機名義のものが存在する。全国の販売はユニバーサルの販売子会社であるユニバーサル販売が行っていたようだ。ユニバーサルから海外版として『Shark Treasure』というタイトルでリリースされる予定があったようだが、リリースが確認されていない（フライヤーのみ現存する）
『SOS』『ナバロン』とともに、『ジービー』再利用3部作の一つ。『SOS』と『海底宝探し』は文化機器の製作だが、『ナバロン』はナムコ謹製である。
市場で安価に流通している基板を仕入れ、改造して高値でゲームセンターに卸すという、ある意味グレーな商売だったが、『ギャラクシアン』（1979年10月）がヒットする以前のナムコはビデオゲームに参入したばかりの無名メーカーであり、一方で長野文化機器は長野県で最大手のナムコのディストリビュータだったということもあって、その辺は「なあなあ」で済まされ、事後でナムコに許諾を得ると同時に、ナムコにも逆ライセンスされた。そのため、ゲームにはナガノゲーム/K.K特機の版とナムコの版がある。文化機器で製作したサブ基板と、ナムコ側で製作したサブ基板は設計が異なり、ナムコ版（おそらくは深谷正一が再プログラムを手掛けた）はプログラムが若干手直しされている。『ドラゴンスピリット』のエンディングで表示される「THE HISTORY OF NAMCO GAMES」によると、『SOS』『ナバロン』とともに（ナムコにおける）製作は1980年2月とのこと。もしゲームセンターで既に『ジービー』が稼働している場合、『海底宝探し』の基板を新たに購入するより、『ジービー』を『海底宝探し』にコンバートするサブ基板を購入してオペレーターが自力で改造するか、または「改造屋」に頼んでコンバートしてもらうのが現実的である。（当時、インカムの落ちた基板のゲームをコンバートして新たなゲームにすることを「改造」と呼んだ。「システム基板」と言う概念が確立した1980年代以後のゲーム基板はROMの交換によりゲームをコンバートするのが前提となり、「ROM交換」と呼ばれるようになるが、1970年代当時の基板はコンバートが想定されておらず、無理にコンバートする場合、サブ基板を取り付けてジャンパ線を張り巡らせるなど、かなりの「改造」が必要になった。ゲームの製造元自身が「改造」を提供する場合もあったが、それとは別に、元のゲームの製造元に無許諾で「改造」を提供する「改造屋」という商売が存在し、ゲームのディストリビュータまたはリース会社がこれを行っている場合があった。本作の場合、K.K特機が「改造基板屋」として、系列のナガノゲームをはじめとする各地のディストリビュータに改造基板を卸し、それらのディストリビュータが「改造屋」として各地のゲーセンで改造を行ってくれた。当時はゲームの著作権の未整備な時代であるから、無許諾の改造基板を仕入れたディストリビュータは『ゲームマシン』誌に公然と「改造」の広告を出していた。本職のゲームクリエーターではない改造屋の技術的限界から、『インベーダー』の編隊の形が違う、『パックマン』の迷路の形が違うなど、元のゲームに毛が生えた程度の改変を行うだけの物が多かったが、『海底宝探し』はオリジナリティが高く、また『ジービー』基板の不良在庫を抱えたナムコと基板を買ってくれるディストリビュータとの力関係もあって、事後で許諾をもらえた上に「ナムコの歴史」にまで加えられた。なお、自社の不人気ゲームの基板を人気ゲームに改造してくれる改造屋ならともかく、他社の不人気ゲームの基板を無理やり自社の人気ゲームに改造するなどされると、自社の甚だしい利益損失になることから、「海賊版」として本家に訴えられた改造屋も多く、1982年に「インベーダー訴訟」で改造屋に対して損害賠償が命じられる初の判決が出た後、改造屋は消えていく。ゲームの進化が日進月歩で1枚数十万円するゲーム基板のインカムが数か月持たないので何とか再利用したい、創業したばかりの弱小ビデオゲームメーカーと日本各地に根付いたディストリビュータ/オペレータとの力関係、ゲームに対する著作権法の未整備、などが、オペレータの要求に応じてメーカーに無許諾で基板を改造する「改造屋」と言う商売と、ディストリビュータの要求に応じて本作のような改造ゲームが生み出された時代背景としてある。）
『ジービー』をデザインした岩谷徹によると、『ジービー』はリリース当初はインカムが高かったので、ナムコは基板を大量に製造したが、一般人には難易度が高すぎたようで、ゲーマーが飛びついた後はインカムが急激に落ち、そうなると誰も基板を買わなくなり、綱島のサービスセンターに基板の在庫が積みあがった。そのため、『ジービー』を救うために文化機器がナムコに持ち込んだということに公式の記録ではなっている。『海底宝探し』の人気により、落ち込んだジービー基板の売上は再び上がり、在庫は掃けた。

## ゲーム内容
プレイヤーは潜水夫となり、2方向レバーで（『ジービー』筐体の流用版の場合はパドルコントローラで）左右の位置を決めて船から命綱を下ろす。命綱を下ろしながら、左右に行きかうサメを銛で倒すか（レバーまたはパドルコントローラの左右で打ち込む方向を決めるが、パドルは若干の「遊び」があるので操作が難しい）、ボタンを押すことで下降を一時停止してサメを避けるかしながら、海底に降り立つ。海底で左右に移動して埋まっている蛸壺の中に入って宝を回収する。
5つの蛸壺のうち、4つにはお宝が入っているが、1つはハズレで凶暴な海ヘビが入っている。アタリの壺に入ると、ボーナス得点をゲットした後にお宝を背負った潜水夫が現れ、命綱を引き上げて潜った時と同様の操作で船に帰還する。ハズレの壺に入るとミスとなり、ドクロのマークが表示され、船は空しく命綱だけを引き上げる。ハズレの位置は、文化機器版はランダムであるが、ナムコ版には電源パターンが存在している。電源パターンを見る限りでは、全25面である。100,000点でカウンタが一周して0点に戻る（電パさえ把握すれば運ゲーから実力になるので、カウンタ一周は難しくない）。

## 評価
運ゲーで100円吸われるため、「こんな理不尽な仕様が許されていいのか？いや、許されない」（見城こうじ・談）と、ゲーマーからの評価は低い。一方で、「ショッピングセンターのような小さな子供が多く集まる店の中では、その素朴でわかりやすいゲーム内容からか、末永く遊ばれる名機との評価を受けたところもあったという」と、見城は証言している。（ゲーマーがゲーセンで100円払ってプレイした場合と、小さい子供が親の金で駄菓子屋やショッピングセンターの50円・30円・10円筐体でプレイした場合では、評価が違ってくる例）
『ジービー』を救うという役目を果たしたので、ナムコおよび岩谷徹からは評価されている。